# Christian Benford
Christian Benford (Baltimora, 21 settembre 2000) è un giocatore di football americano statunitense che milita nel ruolo di cornerback per i Buffalo Bills della National Football League (NFL).

## Carriera

### Buffalo Bills
Al college Benford giocò a football alla Villanova University. Fu scelto nel corso del sesto giro (185º assoluto) nel Draft NFL 2022 dai Buffalo Bills. Iniziò la stagione come cornerback titolare sul lato opposto a Dane Jackson. Nel suo debutto contro i Los Angeles Rams fece registrare 3 tackle e un passaggio deviato. Nella sconfitta della settimana 3 contro i Miami Dolphins si fratturò una mano, ma saltò solamente due partite, tornando in campo nel sesto turno vinto contro i Kansas City Chiefs. Fu inserito in lista infortunati il 26 novembre. Tornò nel roster attivo il 6 gennaio 2023. La sua stagione da rookie si chiuse con 24 placcaggi, 5 passaggi deviati e un intercetto in 9 presenze, 5 delle quali come titolare.
Nel penultimo turno della stagione 2024, Benford mise a segno un intercetto su Aaron Rodgers nella vittoria sui New York Jets.
29 marzo 2025 Benford firmò con i Bills un nuovo contratto quadriennale del valore di 76 milioni di dollari.